# VK Delfin Rovinj (žene)
Ženska sekcija vaterpolskog kluba "Delfin" iz Rovinja, Istarska županija, je započela s radom 2000. godine, te je djelovala do 2010. godine. 

## O klubu
Od bivših plivačica u Delfinu je plivački trener Nino Sponza uspio početkom 2000. okupiti grupu djevojaka koje su zavoljele vaterpolo. Djevojke su na prvenstvu Hrvatske za juniorke 2009. godine osvojile drugo mjesto 
i nekoliko su godina bile sudionice prvenstva Hrvatske za žene: 
 U prvenstvu 2007. godine su bile šeste (redoslijed: Primorje, Bura, Jug, Viktoria, Gusar, Delfin). U prvenstvu 2008. godine su bile također šeste u Hrvatskoj. 
 
Nakon njihovog prestanka igranja 2010. godine, ženski vaterpolo u Delfinu je zamro. Sastav djevojčadi je bio: Đoni Benazić trener, Peršen, Anita Šuman, Federica Košara, Neli Miletić, Strakoš, Martina Ivančić, Sara Križmanić, Angela Rabar, Željka Modrušan, Katja Žufić, Keler, Sandra Burić (sestra hrvatskog reprezentativca Damira Burića), Bržan.

## Uspjesi
Prvenstvo Hrvatske za juniorke
- doprvakinje: 2009.

## Poznate igračice
- Neli Miletić
- Katja Žufić

## Unutrašnje poveznice
- Rovinj
- Vaterpolski klub Delfin Rovinj

## Vanjske poveznice
- delfin-rovinj.hr - VK Delfin Rovinj - službene stranice
- rovinjsport.com, Vaterpolo klub Delfin Rovinj  Arhivirana inačica izvorne stranice od 29. studenoga 2018. (Wayback Machine)